# Adenopodia rotundifolia
Adenopodia rotundifolia là một loài rau đậu thuộc họ Fabaceae.
Loài này có ở Somalia và Tanzania.